# USS MacLeish (DD-220)
USS MacLeish (DD-220/AG-87) là một tàu khu trục lớp Clemson được Hải quân Hoa Kỳ chế tạo vào cuối Chiến tranh Thế giới thứ nhất, và đã tiếp tục phục vụ cho đến hết Chiến tranh Thế giới thứ Hai. Nó là chiếc tàu chiến duy nhất của Hải quân Hoa Kỳ được đặt tên theo Đại úy Hải quân Kenneth MacLeish.

## Thiết kế và chế tạo
MacLeish được đặt lườn vào ngày 19 tháng 8 năm 1919 tại xưởng tàu của hãng William Cramp & Sons ở Philadelphia. Nó được hạ thủy vào ngày 18 tháng 12 năm 1919, được đỡ đầu bởi cô Ishbel MacLeish, em gái Đại úy MacLeish; và được đưa ra hoạt động vào ngày 2 tháng 8 năm 1920 dưới quyền chỉ huy của Hạm trưởng, Thiếu tá Hải quân F. T. Berry.

## Lịch sử hoạt động

### Giữa hai cuộc thế chiến
Sau một lượt phục vụ ngắn cùng Hạm đội Thái Bình Dương, MacLeish khởi hành từ Philadelphia vào ngày 5 tháng 6 năm 1922 để gia nhập Lực lượng Hải quân Hoa Kỳ tại vùng biển Thổ Nhĩ Kỳ. Cho đến tháng 6 năm 1924, nó hoạt động tại Hắc Hải và khu vực Đông Địa Trung Hải, bảo vệ các quyền lợi của Hoa Kỳ và trợ giúp di tản người tị nạn. Vào tháng 10 năm 1922, thủy thủ của nó đã tham gia vào cuộc đổ bộ lên Smyrna (Izmir), Thổ Nhĩ Kỳ. Gia nhập Lực lượng Tuần tiễu vào năm 1924, chiếc tàu khu trục đã viếng thăm nhiều cảng Châu Âu trước khi quay về Hoa Kỳ vào tháng 7.
Không lâu sau khi về đến Boston, Massachusetts, MacLeish lại khởi hành để nhận nhiệm vụ tại vùng bờ Tây Hoa Kỳ. Đến ngày 7 tháng 5 năm 1925, nó lên đường để phục vụ cùng Hạm đội Á Châu, đi đến Thượng Hải, Trung Quốc vào ngày 21 tháng 6. Hoạt động giữa các cảng Trung Quốc và Philippines, chiếc tàu khu trục huấn luyện và tuần tra đồng thời bảo vệ các quyền lợi của Hoa Kỳ. Vào năm 1925, thủy thủ của nó đã tham gia lực lượng đổ bộ lên Thượng Hải vào lúc xảy ra những biến động bất ổn tại đây. Nó tiếp tục ở lại vùng biển Viễn Đông và Thái Bình Dương cho đến ngày 11 tháng 3 năm 1938, khi nó được cho xuất biên chế và gia nhập hạm đội dự bị tại San Diego, California.

### Thế Chiến II
Khi Chiến tranh Thế giới thứ Hai bùng nổ tại châu Âu vào năm 1939, MacLeish được cho nhập biên chế trở lại vào ngày 25 tháng 9 năm 1939. Được phân về lực lượng tuần tra duyên hải phía Đông, nó sẵn sàng ra khơi vào ngày 1 tháng 2 năm 1940, và đã tham gia các hoạt động tuần tra và cơ động tại vùng biển Caribe, trước khi được tái vũ trang chuẩn bị cho nhiệm vụ hộ tống. Vào cuối tháng 1 năm 1941, với vũ khí mới và các thùng nhiên liệu bổ sung, và sau các đợt huấn luyện khẩn trương, nó được giao nhiệm vụ hộ tống các đoàn tàu vận tải đi lại ven biển. Vào tháng 7, nó được chuyển sang hoạt động tuần tra và hộ tống Bắc Đại Tây Dương, và tiếp tục nhiệm vụ này sau khi Hoa Kỳ chính thức tham chiến. Vào mùa Xuân năm 1942, nó được phân trở lại nhiệm vụ hộ tống vận tải ven biển, và vào ngày 2 tháng 5 được ghi nhận có thể có một chiến công ngoài khơi bờ biển Florida. Cho đến tháng 2 năm 1943, MacLeish đã hộ tống an toàn 12 đoàn tàu vận tải đi lại giữa Norfolk, Virginia và Key West cùng 9 đoàn khác giữa New York và vịnh Guantánamo, Cuba.

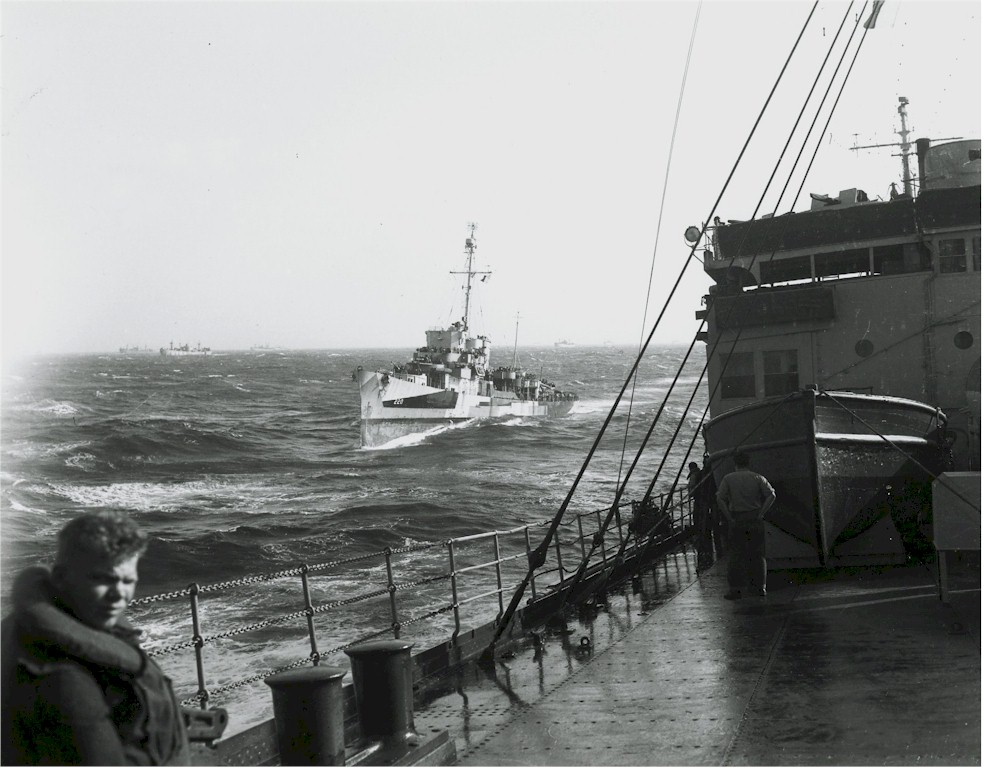
MacLeish trong vai trò hộ tống vận tải, khoảng năm 1944.

Khi cuộc tấn công của Đồng Minh tại Bắc Phi đòi hỏi một luồng tiếp liệu gia tăng, đến tháng 2 năm 1943, mọi tàu hộ tống sẵn có đều được huy động vào nhiệm vụ vượt Đại Tây Dương. MacLeish đã thực hiện hai chuyến đi giữa New York và Casablanca. Đến tháng 6, nó gia nhập một trong những đội tàu sân bay hộ tống đầu tiên, và trong bảy tháng tiếp theo đã di chuyển trên 50.000 dặm (80.467 km) bảo vệ cho tuyến đường vận chuyển Norfolk -Casablanca. Trong chuyến đi thứ hai vào tháng 7, máy bay thuộc đội của MacLeish có thể đã đánh chìm được ba tàu ngầm đối phương.
Nó phục vụ trong ba tháng đầu của năm 1944 như một tàu mục tiêu cho việc huấn luyện máy bay ném bom-ngư lôi thủy quân lục chiến ngoài khơi Key West. Sau khi được đại tu, nó quay lại nhiệm vụ hộ tống, khởi hành vào tháng 5, và đi đến các cảng Địa Trung Hải như là soái hạm của Lực lượng Đặc nhiệm 63. Sau ngày D, nó hộ tống thêm một đoàn tàu vận tải khác vượt Đại Tây Dương, lần này đến Cherbourg; rồi sau đó phục vụ như tàu mục tiêu cho việc huấn luyện tàu ngầm tại khu vực kênh đào Panama. Nó được xếp lại lớp với ký hiệu lườn AG-87 tại Boston, Massachusetts vào ngày 5 tháng 1 năm 1945, đồng thời các vũ khí nặng bên trên cũng được tháo dỡ. Sau khi hoàn tất cải biến, nó quay trở lại khu vực Panama tiếp tục nhiệm vụ như một tàu mục tiêu, huấn luyện cho 25 tàu ngầm trước khi lên đường đi Rhode Island làm nhiệm vụ kéo mục tiêu thực hành cho viêc huấn luyện máy bay hải quân.
Được cho ngừng hoạt động vào ngày 8 tháng 3 năm 1946, MacLeish được rút khỏi danh sách Đăng bạ Hải quân vào ngày 13 tháng 11, và bị bán cho hãng Boston Metals Company ở Baltimore, Maryland vào ngày 18 tháng 12 để tháo dỡ.

## Phần thưởng
MacLeish được tặng thưởng một Ngôi sao Chiến trận do thành tích phục vụ trong Chiến tranh Thế giới thứ hai.